# Wanmolen

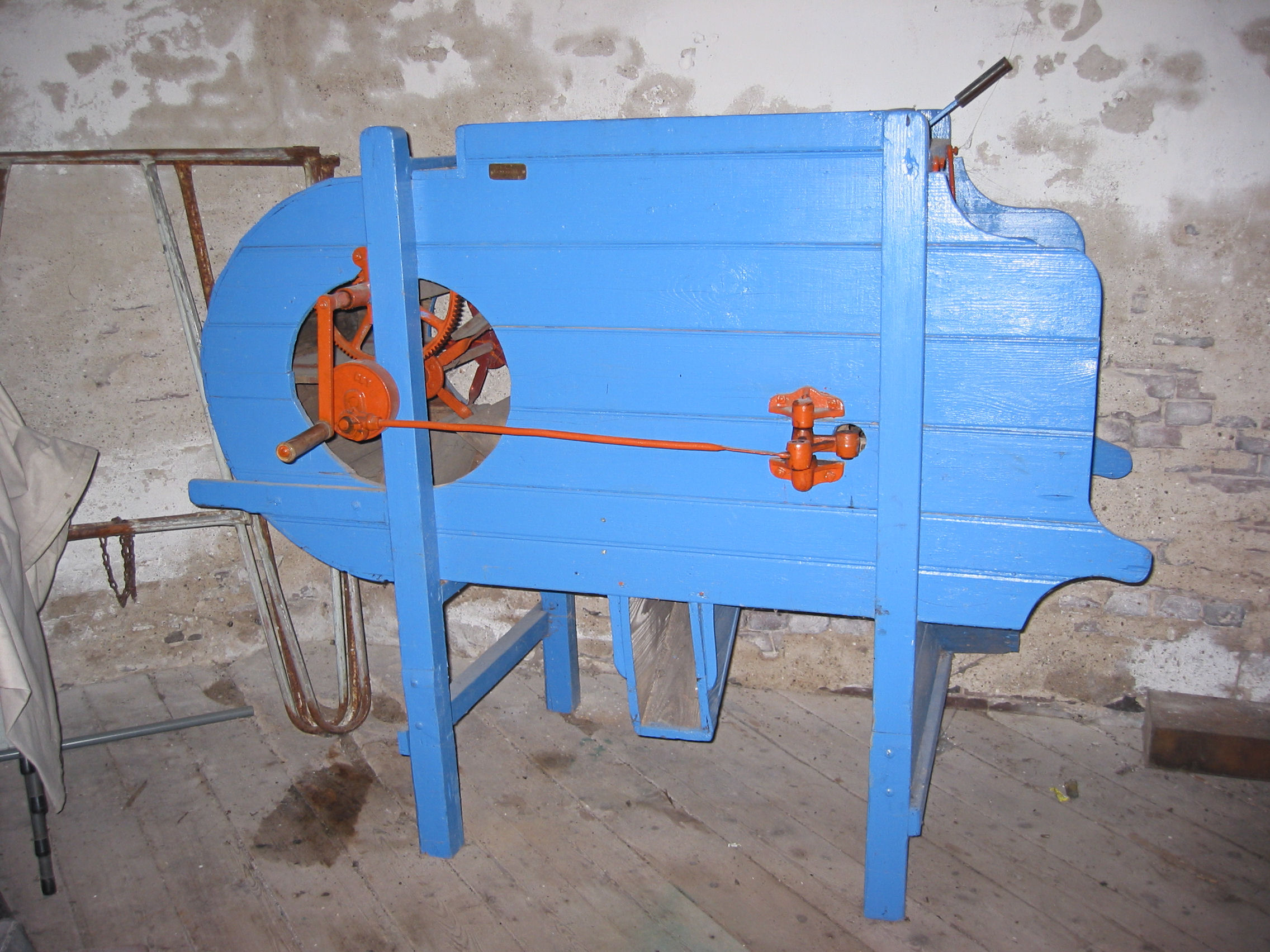
Handwanmolen

Een wanmolen is een molen, waarmee graankorrels, kaf en onkruidzaden van elkaar gescheiden worden. De benodigde lucht wordt verkregen door een schoepenrad. De eerste wanmolen dateert uit de 17e eeuw en had een voorloper in China.
Met een handzwengel wordt een schoepenrad in een gesloten verticale trommel rondgedraaid waardoor er een luchtstroom ontstaat. Het graan valt vanuit een voorraadbak langzaam naar beneden, terwijl het kaf wordt weggeblazen. Later werd de wanmolen ook uitgerust met schudzeven of trijzels, waardoor ook onkruidzaden verwijderd konden worden. De zeven werden geschud met een houten klopper en later met een nokkenas. Later is er voor de overbrenging van het schoepenrad op de zwengelas een groot tandwiel geplaatst dat een klein tandwiel op het schoepenrad aandrijft, waardoor het schoepenrad sneller ronddraait.  
Het wannen met een wan is de oudste methode voor het scheiden van de graankorrels van het kaf. Later is dit vervangen door een met de hand bediende wanmolen. Tegenwoordig wordt het machinaal in dezelfde werkgang als het oogsten gedaan met een maaidorser.

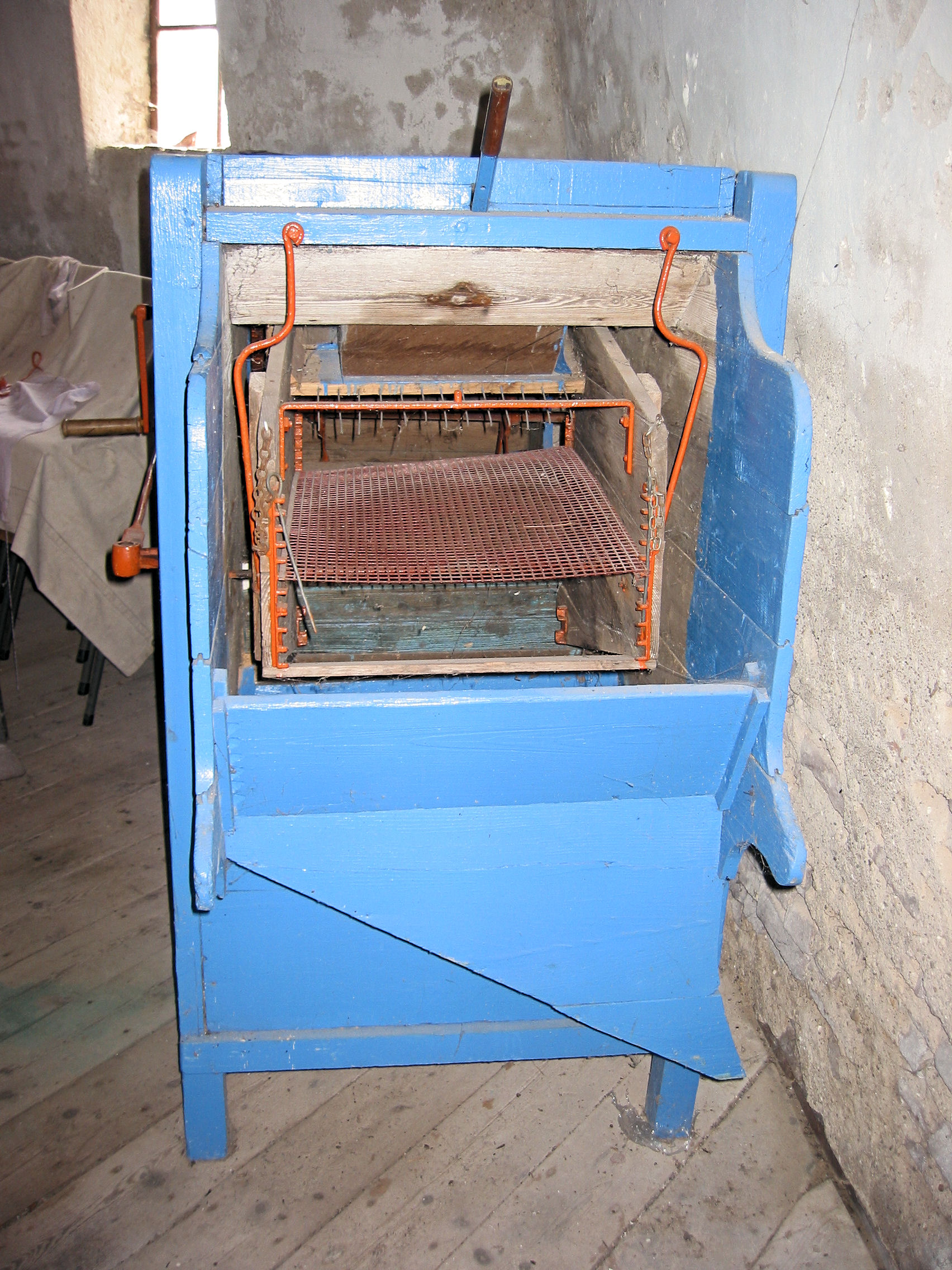
Handwanmolen
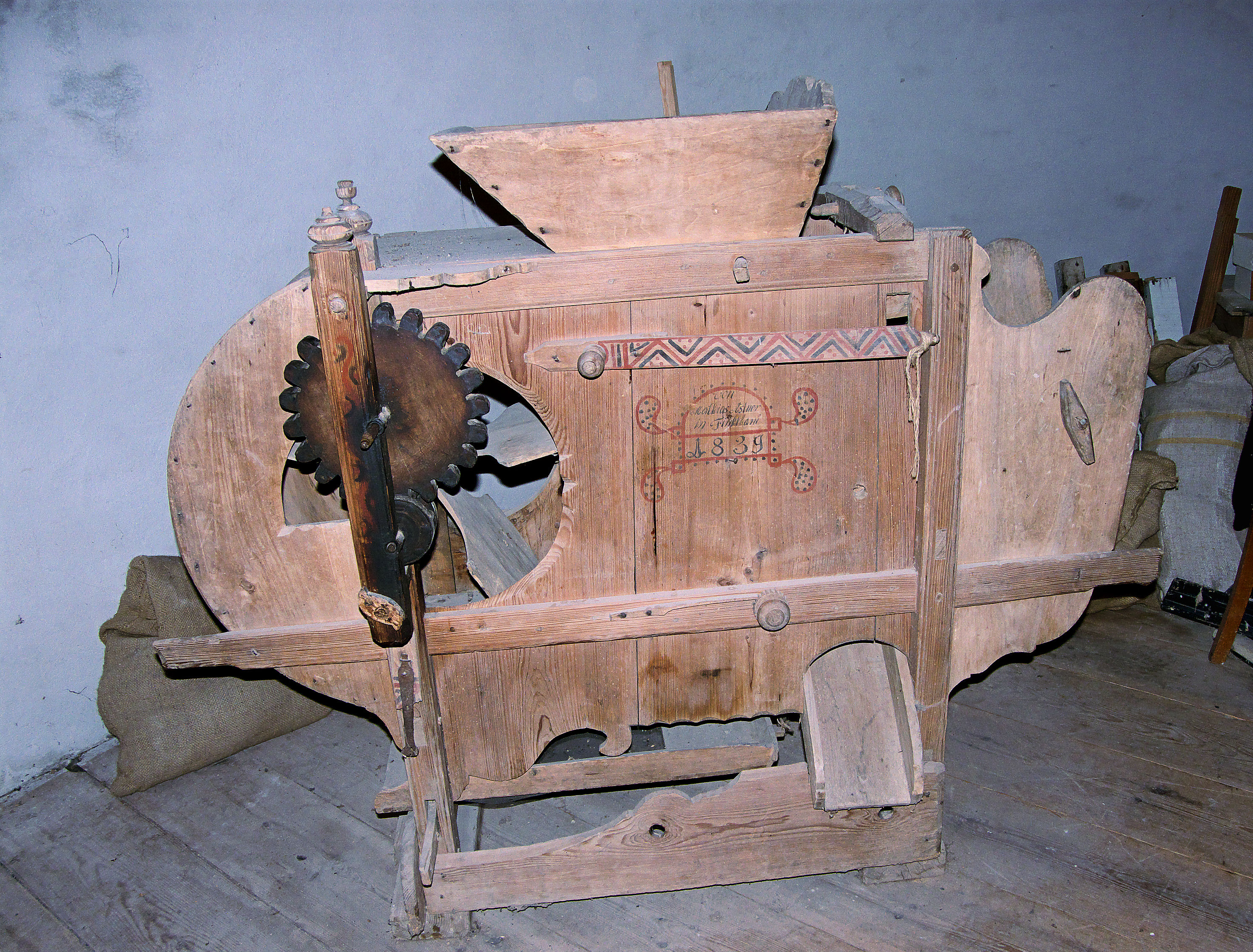
Handwanmolen uit 1839